# Viktor Schraner (Radsportler, 1956)
Viktor Schraner (* 29. Dezember 1956 in Sulz AG) ist ein ehemaliger Schweizer Radrennfahrer.

## Sportliche Laufbahn
Schraner war im Strassenradsport aktiv und Mitglied der Schweizer Nationalmannschaft. Mit dem gleichnamigen Viktor Schraner (* 1954) ist er nicht verwandt. 1971 gewann er die nationale Meisterschaft im Strassenrennen der Junioren. 1974 siegte er mit der Vierermannschaft des Schweizer Nationalteams im Manx Open International Team Time Trial, einem Mannschaftszeitfahren im Vorfeld der Strassenradsport-Weltmeisterschaften.
1977 holte er einen Etappensieg in der Ostschweizer Rundfahrt, 1981 im Grand Prix Guillaume Tell und 1982 in der Ronde van West-Henegouwen. 1981 war er im Giro del Lago Maggiore sowie in der Tour du Lac Léman erfolgreich. In der Ronde van West-Henegouwen 1982 wurde er Gesamtzweiter hinter Eric Vanderaerden. 1982 wurde er 80. in der Tour de l’Avenir. Im Amateurrennen der Strassenradsport-Weltmeisterschaften 1982 kam er auf den 114. Platz. Er startete für die Vereine «RV Helvetia Sulz» und später «VC Gippingen».
Von 1982 bis 1986 war er Berufsfahrer. 1983 gewann er den Grand Prix Kanton Zürich, wurde Zweiter in der Tannenberg-Rundfahrt und Dritter in der Kaistenberg-Rundfahrt. 1986 wurde er Dritter in der Stausee-Rundfahrt Klingnau. 1983 wurde er 88. in der Tour de Suisse, 1984 73., 1985 74., 1986 kam er nicht ins Ziel.

## Berufliches
1983 gründete er ein eigenes Fahrradgeschäft in Nussbaumen.